# Ceux qui restent
Ceux qui restent ('Degenen die blijven') is een Franse dramafilm uit 2007 onder regie van Anne Le Ny.

## Verhaal
Bertrand Liévain gaat iedere dag naar een ziekenhuis om zijn vrouw te zien, die al vijf jaar aan borstkanker lijdt. Hij ontmoet er Lorraine Grégeois, wier partner aan darmkanker lijdt. Ze biedt hem elke dag een lift in haar auto aan om hem een busrit te besparen. Bertrand is leraar Duits en woont samen met Valentine, de 16-jarige dochter van zijn vrouw. Ze mag haar stiefvader niet en hun relatie is explosief. Lorraine is grafisch ontwerper, kent haar partner een jaar en is een aantal maanden geleden bij hem ingetrokken.
Bertrand en Lorraine drinken koffie in de cafetaria van het ziekenhuis en roken stiekem op het dak van het ziekenhuis. Ze hebben besloten elkaar te helpen om hun leven draaglijk te laten zijn. Hun karakters en hun reacties op de ziekte van hun geliefden verschillen sterk. Hij doet alles voor zijn vrouw en verwaarloost lange tijd zijn eigen dagelijks leven. Zij is bang niet opgewassen te zijn tegen de zorg voor haar partner en wil haar leven blijven leven. Ondanks deze verschillen wordt de relatie tussen Bertrand en Lorraine steeds intiemer.
Terwijl de toestand van zijn vrouw verslechtert en hij het moeilijk vindt om het zijn stiefdochter te vertellen, krijgt Bertrand bezoek van zijn zus Nathalie, die veel beter kan opschieten met de tiener. Wanneer Bertrands vrouw overlijdt verzwijgt hij dit voor Lorraine, maar hij blijft wel naar het ziekenhuis komen om Lorraine te zien; totdat zij dit ontdekt via de winkelierster van de krantenwinkel. 

## Rolverdeling
- Vincent Lindon als Bertrand Liévain
- Emmanuelle Devos als Lorraine Grégeois
- Yeelem Jappain als Valentine, de 16-jarige stiefdochter van Bertrand
- Anne Le Ny als Nathalie, de zus van Bertrand
- Grégoire Oestermann als Jean-Paul, de man van Nathalie
- Christine Murillo als Suzy, winkelierster van de krantenwinkel
- Ophélia Kolb als Jennifer, verkoopster

## Nominaties
| Filmprijs         | Categorie        | Genomineerde   | Resultaat   |
| ----------------- | ---------------- | -------------- | ----------- |
| César             | Beste debuutfilm | Anne Le Ny     | Genomineerd |
| César             | Beste acteur     | Vincent Lindon | Genomineerd |
| César             | Beste scenario   | Anne Le Ny     | Genomineerd |
| Globes de cristal | Beste acteur     | Vincent Lindon | Genomineerd |